# Habib Debbabi
Habib Debbabi (arabe : حبيب الدبابي), né le 2 avril 1967 à Zarzis, est un ingénieur et homme politique tunisien.

## Biographie
Habib Debbabi effectue ses études secondaires au lycée technique de Houmt Souk à Djerba et obtient un baccalauréat scientifique au lycée Rodin de Paris (France). Il décroche ensuite un master en sciences, spécialité réseaux de radiocommunication avec les mobiles de l'université de Versailles – Saint-Quentin-en-Yvelines.
Il intègre alors Bouygues Telecom, puis Ericsson. Il est ainsi responsable du déploiement de plusieurs opérateurs de télécommunications en France, en Algérie et en Arabie saoudite, où il travaille plus de six ans, notamment comme directeur de développement d'Ericsson.
Il rentre en Tunisie en 2012 pour devenir premier conseiller de Mongi Marzouk, ministre des Technologies de l'information et des Communications.
En 2014, il démissionne de ce poste pour créer son cabinet de conseil en stratégie. Il est également président du conseil d'administration de Havas Tunisie. Début 2016, il devient responsable de développement sur la région Méditerranée d'Ericsson. Il s'occupe alors de la transformation numérique d'importances entreprises dans les domaines de l'électricité et de l'énergie dans le cadre de l'introduction du smart grid.
Le 27 août 2016, il devient secrétaire d'État chargé de l'Économie numérique, auprès du ministre des Technologies de l'information et de l'Économie numérique, Anouar Maârouf, dans le gouvernement de Youssef Chahed. Le 5 novembre 2018, il est désigné secrétaire d'État chargé des PME.

## Vie privée
Habib Debbabi est marié et père de deux enfants.